# Clubiona saxatilis
Clubiona saxatilis este o specie de păianjeni din genul Clubiona, familia Clubionidae, descrisă de L. Koch, 1867. Conform Catalogue of Life specia Clubiona saxatilis nu are subspecii cunoscute.